# 电子科技大学成都学院
30°43′53″N 103°57′49″E / 30.73136°N 103.96349°E
电子科技大学成都学院2001年成立于四川省成都市，是一所经中华人民共和国教育部批准，由电子科技大学与成都国腾实业集团合作创办的独立学院。

## 院系专业
- 计算机系
- 电子工程系
- 通讯与信息工程系
- 微电子技术系
- 云计算科学与技术系
- 经济与管理工程
- 财经系
- 文理系
- 图形艺术系
- 媒体与艺术系
- 艺术与科技系
- 航空分院
- 行知学院